# Natação no Campeonato Europeu de Esportes Aquáticos de 2014 - 4x100 m livre misto
A prova do revezamento 4x100 metros livre misto da natação no Campeonato Europeu de Esportes Aquáticos de 2014 ocorreu no dia 22 de agosto em Berlim, na Alemanha. 

## Calendário
| Fase  | Data         | Hora  |
| ----- | ------------ | ----- |
| Final | 22 de agosto | 19:33 |

Todos os horários estão no horário local (UTC+1)

## Medalhistas
| Ouro                                                                 | Prata                                                                              | Bronze                                                                    |
| Itália · Luca Dotto · Luca Leonardi · Erika Ferraioli · Giada Galizi | Rússia · Andrey Grechin · Vladimir Morozov · Veronika Popova · Margarita Nesterova | França · Clement Mignon · Grégory Mallet · Anna Santamans · Coralie Balmy |

## Resultado final
Esse foi o resultado da final. 
| Pos.              | Raia | Nacionalidade | Nadadores                                                                                           | Tempo   | Notas           |
| ----------------- | ---- | ------------- | --------------------------------------------------------------------------------------------------- | ------- | --------------- |
| Medalha de ouro   | 6    | Itália        | Luca Dotto (48.78) Luca Leonardi (48.01) Erika Ferraioli (53.83) Giada Galizi (54.40)               | 3:25.02 | Recorde europeu |
| Medalha de prata  | 3    | Rússia        | Andrey Grechin (48.76) Vladimir Morozov (48.31) Veronika Popova (53.96) Margarita Nesterova (54.57) | 3:25.60 |                 |
| Medalha de bronze | 4    | França        | Clément Mignon (48.89) Grégory Mallet (48.49) Anna Santamans (54.64) Coralie Balmy (55.00)          | 3:27.02 |                 |
| 4                 | 5    | Turquia       | Baskalov Iskender (50.24) Doga Celik (49.71) Gizem Bozkurt (56.31) Ezgi Yazici (59.53)              | 3:35.79 |                 |

Legenda
| Recorde mundial       | Recorde mundial (World record)               |                       | Recorde africano                      | Recorde africano (African) |                                           | Q | Classificado por posição (Qualified) |
| Recorde do campeonato | Recorde do campeonato (Championship record)  | Recorde da América    | Recorde da América (Americas)         | q                          | Classificado por melhor tempo (Qualified) |   |                                      |
| Melhor marca do ano   | Melhor marca do ano (World leading)          | Recorde asiático      | Recorde asiático (Asian)              | DNS                        | Não largou (Did not start)                |   |                                      |
| Recorde nacional      | Recorde nacional (National record)           | Recorde europeu       | Recorde europeu (European)            | DNF                        | Não terminou (Did not finish)             |   |                                      |
| Recorde pessoal       | Recorde pessoal do atleta (Personal best)    | Recorde da Oceania    | Recorde da Oceania (Oceania)          | DSQ / DQ                   | Desclassificado (Disqualified)            |   |                                      |
| Recorde da temporada  | Recorde da temporada do atleta (Season best) | Recorde sul-americano | Recorde sul-americano (South America) | NM                         | Sem marca (No mark)                       |   |                                      |